# وارث شاه
وارث شاه بالبنجابية (وارث شاه ਵਾਰਿਸ ਸ਼ਾਹ)شاعر بنجابي صوفي،ومعروف في مساهماته في  الأدب البنجابي 

## السيرة الذاتية
ولد وارث شاه في أسرة سيد مسلم وهي اسرة بارزة في باكستان في البنجاب ؛وكان من نسل السيد محمد المكي . كان اسم والده غولشير شاه واسم أمه كمال بنو. بعد الانتهاء من تعليمه، انتقل واريس إلى مالكا هانز وهي مدينة تاريخية، من ولاية البنجاب في باكستان ،وتبعد اثني عشر كيلومترًا شمال باكبتان. وأقام في غرفة صغيرة، مجاورة لمسجد تاريخي يدعى الآن مسجد واريس شاه، حتى وفاته. 
ضريحه هو مكان للحج اليوم، وخاصة لأولئك الذين يعيشون في الحب. تم الانتهاء من مجمع الضريح في عام 1978 وهو مزيج من مدرسة لاهور للهندسة المعمارية الدولة التغلقية للهندسة المعمارية.